# Daut Berisha
Daut Berisha, född 1941 i Peja i Kosovo i Jugoslavien, död 23 januari 2023 i Pristina i Kosovo, var en albansk konstnär. 
Berisha avlade examen i konstvetenskap vid universitet i Belgrad. Han reste till Frankrike 1973 för att studera i Paris där mycket av hans konst var på utställningar.